# 100 mètres haies aux championnats du monde d'athlétisme 2009
Navigation
Osaka 2007 Daegu 2011
L'épreuve du 100 mètres haies des championnats du monde de 2009 s'est déroulée les 18 et 19 août 2009 dans le Stade olympique de Berlin. Elle est remportée par la Jamaïcaine Brigitte Foster-Hylton.

## Critères de qualification
Pour se qualifier (minima A), il faut avoir réalisé moins de 12 s 96 du 1er janvier 2008 au 3 août 2009. Le minima B est de 13 s 11.

## Résultats

### Finale
| Rang               | Athlète                 | Pays       | Temps        |
| ------------------ | ----------------------- | ---------- | ------------ |
| Médaille d'or      | Brigitte Foster-Hylton  | Jamaïque   | 12 s 51 (SB) |
| Médaille d'argent  | Priscilla Lopes-Schliep | Canada     | 12 s 54      |
| Médaille de bronze | Delloreen Ennis-London  | Jamaïque   | 12 s 55 (SB) |
| 4                  | Derval O'Rourke         | Irlande    | 12 s 67 (NR) |
| 5                  | Sally McLellan          | Australie  | 12 s 70      |
| 6                  | Virginia Powell         | États-Unis | 12 s 78      |
| 7                  | Dawn Harper             | États-Unis | 12 s 81      |
| 8                  | Perdita Felicien        | Canada     | 15 s 53      |

### Demi-finales
| Rang | Athlète                 | Pays              | Temps        |
| ---- | ----------------------- | ----------------- | ------------ |
| 1    | Priscilla Lopes-Schliep | Canada            | 12 s 60 Q    |
| 2    | Delloreen Ennis-London  | Jamaïque          | 12 s 64 Q    |
| 3    | Virginia Powell         | États-Unis        | 12 s 73 q    |
| 4    | Lucie Škrobáková        | Tchéquie          | 12 s 92      |
| 5    | Nevin Yanıt             | Turquie           | 12 s 99      |
| 6    | Yuliya Kondakova        | Russie            | 13 s 00      |
| 7    | Aleesha Barber          | Trinité-et-Tobago | 13 s 06 (SB) |
| 8    | Cindy Billaud           | France            | 13 s 20      |

| Rang | Athlète                | Pays       | Temps          |
| ---- | ---------------------- | ---------- | -------------- |
| 1    | Brigitte Foster-Hylton | Jamaïque   | 12 s 54 Q (SB) |
| 2    | Perdita Felicien       | Canada     | 12 s 58 Q      |
| 3    | Damu Cherry            | États-Unis | 12 s 76        |
| 4    | Anay Tejeda            | Cuba       | 12 s 82 (SB)   |
| 5    | Christina Vukicevic    | Norvège    | 13 s 00        |
| 6    | Olutoyin Augustus      | Nigeria    | 13 s 11        |
| 7    | Brigitte Merlano       | Colombie   | 13 s 23        |
| 8    | Irina Lenskiy          | Israël     | 13 s 29        |

| Rang | Athlète               | Pays        | Temps          |
| ---- | --------------------- | ----------- | -------------- |
| 1    | Dawn Harper           | États-Unis  | 12 s 48 Q (PB) |
| 2    | Sally McLellan        | Australie   | 12 s 66 Q      |
| 3    | Derval O'Rourke       | Irlande     | 12 s 73 q (SB) |
| 4    | Lacena Golding-Clarke | Jamaïque    | 12 s 76        |
| 5    | Carolin Nytra         | Allemagne   | 12 s 94        |
| 6    | Eline Berings         | Belgique    | 12 s 94        |
| 7    | Joanna Kocielnik      | Pologne     | 13 s 21        |
| 8    | Sarah Claxton         | Royaume-Uni | 13 s 21        |

### Séries
| Rang | Athlète                | Pays             | Temps     |
| ---- | ---------------------- | ---------------- | --------- |
| 1    | Dawn Harper            | États-Unis       | 12 s 70 Q |
| 2    | Delloreen Ennis-London | Jamaïque         | 12 s 73 Q |
| 3    | Olutoyin Augustus      | Nigeria          | 12 s 99 Q |
| 4    | Cindy Billaud          | France           | 13 s 12 Q |
| 5    | Tatyana Dektyareva     | Russie           | 13 s 51   |
| 6    | Andrea Miller          | Nouvelle-Zélande | 13 s 83   |
| 7    | Jeimy Bernárdez        | Honduras         | 14 s 53   |
|      | Jessica Ennis          | Royaume-Uni      | DNS       |

| Rang | Athlète               | Pays       | Temps     |
| ---- | --------------------- | ---------- | --------- |
| 1    | Damu Cherry           | États-Unis | 12 s 71 Q |
| 2    | Lacena Golding-Clarke | Jamaïque   | 12 s 90 Q |
| 3    | Carolin Nytra         | Allemagne  | 13 s 03 Q |
| 4    | Irina Lenskiy         | Israël     | 13 s 18 Q |
| 5    | Angela Whyte          | Canada     | 13 s 27   |
| 6    | Seun Adigun           | Nigeria    | 13 s 33   |
| 7    | Sonata Tamošaityte    | Lituanie   | 13 s 44   |
| 8    | Ekaterina Shtepa      | Russie     | 13 s 50   |

| Rang | Athlète          | Pays       | Temps     |
| ---- | ---------------- | ---------- | --------- |
| 1    | Sally McLellan   | Australie  | 12 s 82 Q |
| 2    | Derval O'Rourke  | Irlande    | 12 s 86 Q |
| 3    | Yuliya Kondakova | Russie     | 12 s 88 Q |
| 4    | Lucie Škrobáková | Tchéquie   | 13 s 04 Q |
| 5    | Brigitte Merlano | Colombie   | 13 s 19 q |
| 6    | Asuka Terada     | Japon      | 13 s 41   |
| 7    | Michelle Perry   | États-Unis | 13 s 68   |
| 8    | Tamla Pietersen  | Zimbabwe   | 14 s 50   |

| Rang | Athlète                 | Pays              | Temps     |
| ---- | ----------------------- | ----------------- | --------- |
| 1    | Priscilla Lopes-Schliep | Canada            | 12 s 56 Q |
| 2    | Virginia Powell         | États-Unis        | 12 s 77 Q |
| 3    | Nevin Yanit             | Turquie           | 12 s 92 Q |
| 4    | Christina Vukicevic     | Norvège           | 12 s 95 Q |
| 5    | Eline Berings           | Belgique          | 13 s 04 q |
| 6    | Aleesha Barber          | Trinité-et-Tobago | 13 s 19 q |
| 7    | Lisa Urech              | Suisse            | 13 s 36   |
|      | Jessica Ohanaja         | Nigeria           | DNS       |

| Rang | Athlète                | Pays        | Temps     |
| ---- | ---------------------- | ----------- | --------- |
| 1    | Brigitte Foster-Hylton | Jamaïque    | 12 s 67 Q |
| 2    | Perdita Felicien       | Canada      | 12 s 77 Q |
| 3    | Anay Tejeda            | Cuba        | 12 s 82 Q |
| 4    | Sarah Claxton          | Royaume-Uni | 12 s 86 Q |
| 5    | Joanna Kocielnik       | Pologne     | 13 s 16 q |
| 6    | Sandra Gomis           | France      | 13 s 23   |
| 7    | Natalya Ivoninskaya    | Kazakhstan  | 13 s 41   |
|      | Élisabeth Davin        | Belgique    | DNF       |

## Légende
Records et Performances
- AR : Record continental (area record)
- CR : Record des championnats (championship record)
- MR : Record du meeting (meet record)
- NR : Record national (national record)
- OR : Record olympique (olympic record)
- PR : Record paralympique (paralympic record)
- PB : Record personnel (personal best)
- SB : Meilleure performance personnelle de la saison (season's best)
- WL : Meilleure performance mondiale de l'année (world leader)
- WJR : Record du monde junior (world junior record)
- WR : Record du monde (world record)

Circonstances et Conditions
- DNF : N'a pas terminé (did not finish)
- DNS : N'a pas pris le départ (did not start)
- DQ : Disqualification (disqualification)
- NM : Aucun essai valable enregistré (No Mark)
- Q : Qualifié « directement » au prochain tour (ou à la prochaine compétition), lors d'une compétition majeure, grâce au classement ou à la réalisation des minima (automatic qualifier)
- q : Qualifié au prochain tour (ou à la prochaine compétition), lors d'une compétition majeure, grâce au repêchage ou à la réalisation de l'une des meilleures performances parmi celles des « non qualifiés directement » (grâce au meilleur temps ou à la meilleure distance par exemple) (secondary qualifier)